# Квин Латифа
Дејна Елејн Овенс (енгл. Dana Elaine Owens; 18. март 1970), познатија као Квин Латифа (енгл. Queen Latifah), америчка је музичарка, глумица, ауторка песама, модел и филмски продуцент.
Каријеру је почела 1989. године када је објављен њен први албум All Hail the Queen. Њена песма U.N.I.T.Y. из 1993. године посвећена је пружању подршке женама и њиховим људским правима за коју је добила Греми. Упоредо је развијала и своју глумачку каријеру. Најзначаније улоге забележила је у филмовима Чикаго, Распад система, Такси, Последњи провод и Лак за косу. Такође је позајмљивала гласове јунацима серијала Ледено доба.

## Дискографија
Студијски албуми
- All Hail the Queen (1989)[2][3]
- Nature of a Sista' (1991)[2]
- Black Reign (1993)[3]
- Order in the Court (1998)[2]
- The Dana Owens Album (2004)[3]
- Trav'lin' Light (2007)[2]
- Persona (2009)[3]